# Ponti sul Mincio

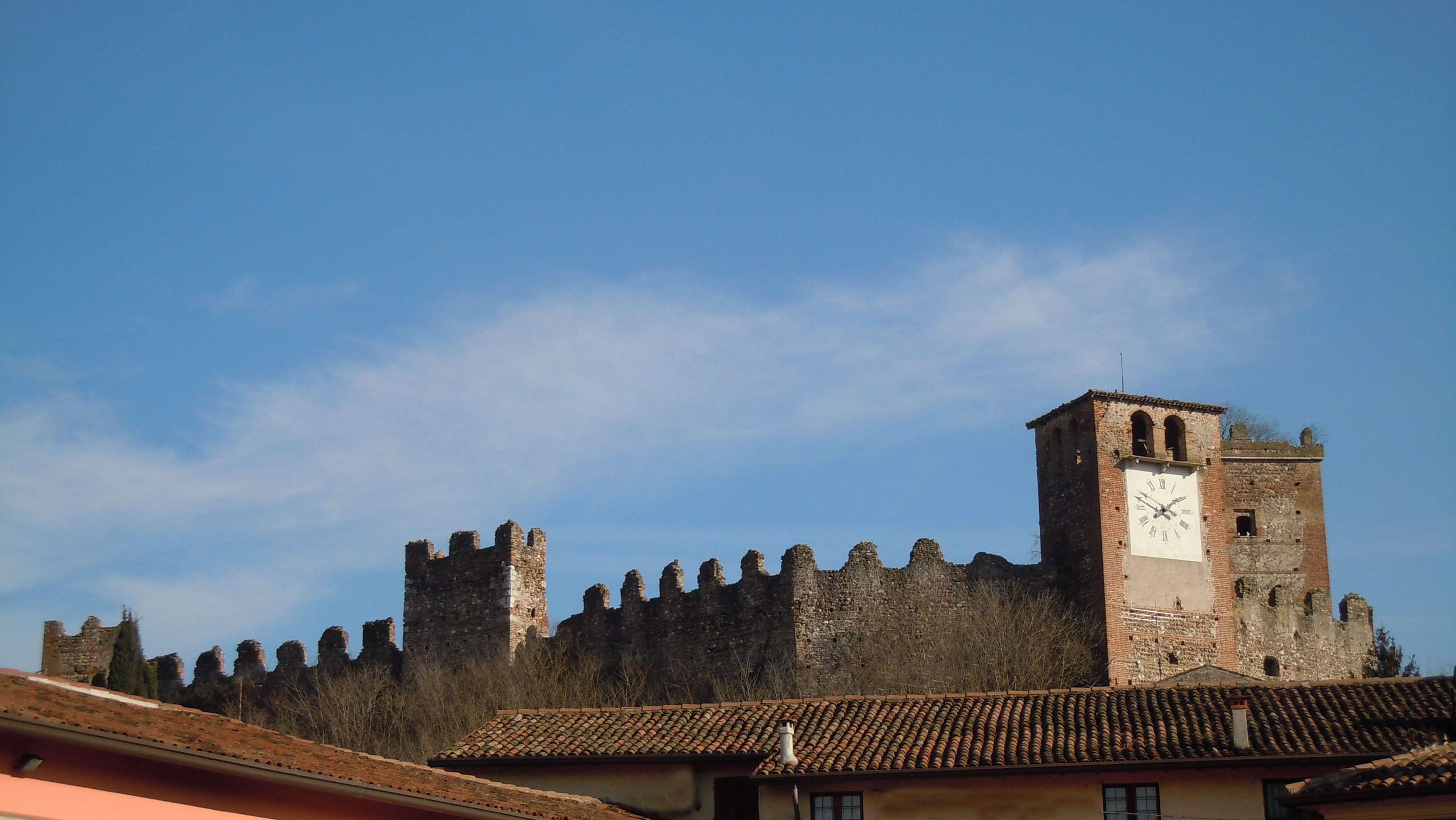
Burganlage in Ponti sul Mincio

Ponti sul Mincio ist eine norditalienische Gemeinde (comune) mit 2342 Einwohnern (Stand 31. Dezember 2023) in der Provinz Mantua in der Lombardei. Die Gemeinde liegt etwa 29 Kilometer nordnordwestlich von Mantua am Mincio im Parco regionale del Mincio und grenzt an die Provinzen Brescia (Lombardei) und Verona. Das Südufer des Gardasees liegt etwa drei Kilometer nördlich.

## Geschichte
Noch am 30. April 1945 kam es zum Ende des Zweiten Weltkriegs zur Schlacht am Monte Casale.

## Verkehr
Nördlich der Gemeinde verläuft die Autostrada A4.